# Контрево
Контрево́ (фр. Contrevoz) — коммуна во Франции, находится в регионе Рона — Альпы. Департамент — Эн. Входит в состав кантона Вирьё-ле-Гран. Округ коммуны — Белле.
Код INSEE коммуны — 01116.

## География
Коммуна расположена приблизительно в 420 км к юго-востоку от Парижа, в 65 км восточнее Лиона, в 55 км к юго-востоку от Бурк-ан-Бреса.

## Население
Население коммуны на 2010 год составляло 539 человек.
| 1962 | 1968 | 1975 | 1982 | 1990 | 1999 | 2010 |
| ---- | ---- | ---- | ---- | ---- | ---- | ---- |
| 539  | 297  | 289  | 376  | 416  | 430  | 539  |

## Администрация
| Период | Период | Фамилия        | Партия | Примечания |
| ------ | ------ | -------------- | ------ | ---------- |
| 1981   | 1989   | Марсель Равье  |        |            |
| 1989   | 2001   | Ален Сорель    |        |            |
| 2001   | 2004   | Жан-Поль Нуаре |        |            |
| 2004   | 2008   | Жак Жибелло    |        |            |
| 2008   | 2014   | Ален Сорель    |        |            |

## Экономика
В 2010 году среди 325 человек трудоспособного возраста (15—64 лет) 243 были экономически активными, 82 — неактивными (показатель активности — 74,8 %, в 1999 году было 69,4 %). Из 243 активных жителей работали 220 человек (116 мужчин и 104 женщины), безработных было 23 (11 мужчин и 12 женщин). Среди 82 неактивных 18 человек были учениками или студентами, 47 — пенсионерами, 17 были неактивными по другим причинам.

## Достопримечательности
- Доисторическая стоянка Порт. Исторический памятник с 1913 года[3]

## Города-побратимы
- Брайтенбах (Франция)